# Précy
Pour les articles homonymes, voir Précy (homonymie).
Précy est une commune française située dans le département du Cher en région Centre-Val de Loire.

## Géographie

### Localisation
La commune est à la pointe est de la région Centre-Val de Loire, avec la Nièvre et la Bourgogne bordant la Loire à 8 km à l'est.
Précy est à 8 km au sud de Sancergues (son ancien chef-lieu de canton jusqu'en 2015) et de la N 151. L'autoroute la plus proche est la A77 avec une entrée-sortie à 15 km au nord-est à La Charité-sur-Loire, ce qui place Paris à 220 km au nord et Lyon à 280 km au sud-est. Précy fait partie de l'arrondissement de Bourges situé à 45 km à l'ouest, mais Nevers au sud-est plus proche à 26 km seulement. Son chef-lieu de canton depuis 2015 est Avord à 26 km au sud-ouest.
Le parc naturel régional du Morvan est à environ 85 km à l'est.

### Transports
Les gares les plus proches sont :
- Gare de La Marche à 9,5 km
- Gare de Tronsanges (halte) à 9,6 km
- Gare de La Charité-sur-Loire à 11,5 km
- Gare de Pougues-les-Eaux (halte) à 12,8 km
- Gare de Garchizy (halte) à 13,5 km

Les aéroports et aérodromes proches sont :
- Aéroport de Nevers-Fourchambault à 17,8 km
- Aéroport de Bourges à 43 km
- Aéroport de Montluçon Guéret à 88 km
- Aéroport d'Auxerre - Branches à 94 km
- Aéroport de Châteauroux-Centre à 95 km

### Communes voisines
Les deux communes de Marseilles-lès-Aubigny et de Beffes sont limitrophes de la Nièvre.

### Risques
Trois centrales nucléaires se trouvent à moins de 130 km de la commune, toutes en bord de Loire :
centrale nucléaire de Belleville (46 km, au nord-est du Cher), centrale nucléaire de Dampierre (77 km, dans le Loiret) et centrale nucléaire de Saint-Laurent-des-Eaux (123 km, dans le Loir-et-Cher entre Orléans et Blois).

### Hameaux

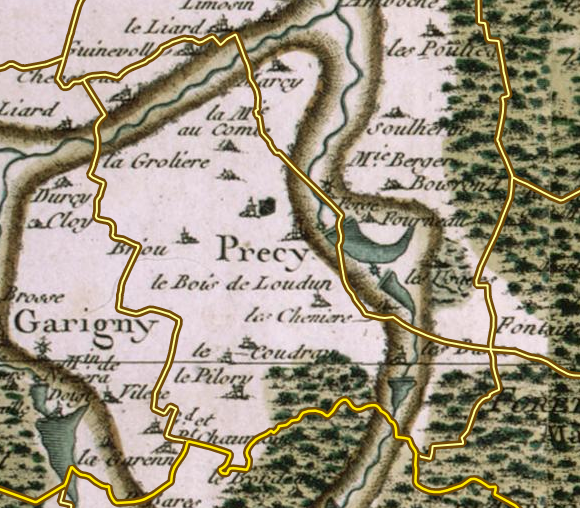
Précy sur la carte de Cassini.

Le hameau la Groseillière est appelé la Grolière sur la carte de Cassini.

### Hydrographie

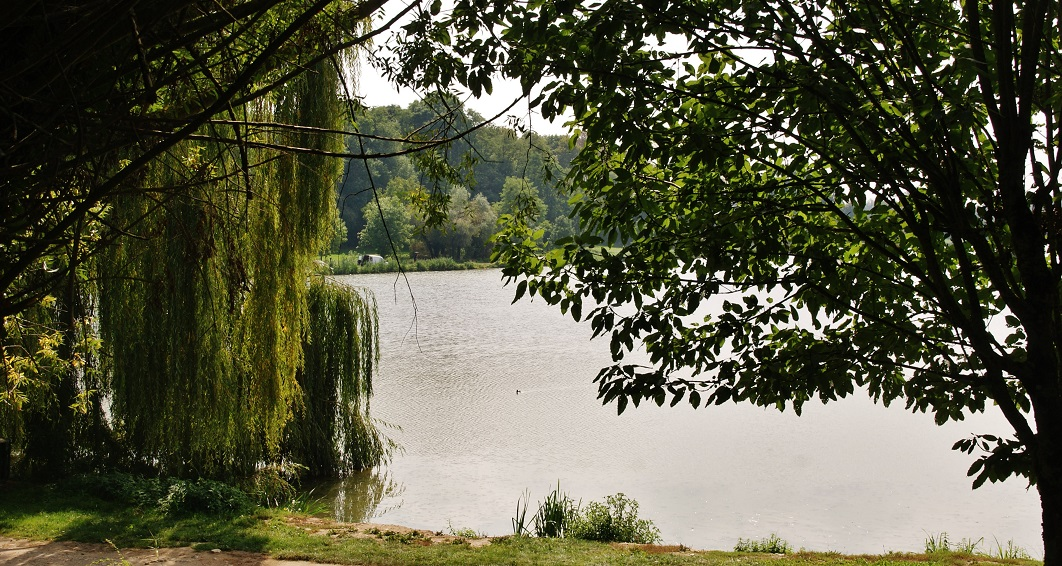
L'étang de Précy

Le Liseron, qui prend source deux communes plus au sud vers les Gâtilleries sur Saint-Hilaire-de-Gondilly, traverse Menetou-Couture avant d'arroser le bourg puis de continuer son chemin vers le nord jusqu'à la Vauvise 3 km en aval après sa sortie de la commune. La Vauvise, qui forme la limite nord de la commune sur 1,9 km, rejoint le canal latéral à la Loire à Saint-Bouize, à 6 km environ au sud-est de Sancerre.
Dans Précy, le Liseron longe une belle pièce d'eau de 6,18 ha. À 300 m au nord du bourg se trouve un étang marécageux de 2,58 ha entouré d'une bordure de bois large de 10 m en moyenne.

### Données climatiques
La température moyenne varie de 3,4 °C en janvier à 19,7 °C en juillet et août.

### Paysage
La pointe sud de la commune est occupée par une partie de la forêt d'Aubigny, soit 1,67 km² sur Précy où elle inclut le bois des Barres, le taillis Denizot, et une partie des Grands Usages partagés avec Marseilles-les-Aubigny.
Parmi les sept régions naturelles du Cher, l'agriculture détermine sur Précy deux grands types de paysages agricoles bien différenciés : les plaines et les bocages.
- Paysage de plaine berrichonne : espaces ouverts d'openfield majoritairement livrés à la grande culture.
- Paysage de bocage berrichon : les structures bocagères y subsistent au moins à l'état de traces suffisantes pour donner à l'espace une échelle et une complexité particulière et dans lesquels l'herbage demeure la culture dominante.

Les paysages de la Champagne de Précy apparaissent desservis par son image de grande plaine ouverte, fortement structurés par de grandes parcelles géométriques appropriées à l'agriculture céréalière des différentes cultures.
Tandis que les parties bocagère de Précy sont un maillage plus ou moins dense de haies et de chemins qui ceinture des parcelles en prairies de fauche ou en pâture, parfois en culture céréalière, paysages clos, que dominent une gamme de verts aux infinies nuances de charmes et d’érable champêtre.

### Climat
Pour des articles plus généraux, voir Climat du Centre-Val de Loire et Climat du Cher.
En 2010, le climat de la commune est de type climat océanique dégradé des plaines du Centre et du Nord, selon une étude du CNRS s'appuyant sur une série de données couvrant la période 1971-2000. En 2020, Météo-France publie une typologie des climats de la France métropolitaine dans laquelle la commune est exposée à un climat océanique altéré et est dans la région climatique  Centre et contreforts nord du Massif Central, caractérisée par un air sec en été et un bon ensoleillement. 
Pour la période 1971-2000, la température annuelle moyenne est de 10,8 °C, avec une amplitude thermique annuelle de 15,6 °C. Le cumul annuel moyen de précipitations est de 765 mm, avec 11,7 jours de précipitations en janvier et 8 jours en juillet. Pour la période 1991-2020, la température moyenne annuelle observée sur la station météorologique la plus proche, située sur la commune d'Étréchy à 17 km à vol d'oiseau, est de 11,5 °C et le cumul annuel moyen de précipitations est de 794,9 mm,. Pour l'avenir, les paramètres climatiques de la commune estimés pour 2050 selon différents scénarios d'émission de gaz à effet de serre sont consultables sur un site dédié publié par Météo-France en novembre 2022.

## Urbanisme

### Typologie
Au 1er janvier 2024, Précy est catégorisée commune rurale à habitat dispersé, selon la nouvelle grille communale de densité à 7 niveaux définie par l'Insee en 2022.
Elle est située hors unité urbaine. Par ailleurs la commune fait partie de l'aire d'attraction de Nevers, dont elle est une commune de la couronne,. Cette aire, qui regroupe 93 communes, est catégorisée dans les aires de 50 000 à moins de 200 000 habitants,.

### Occupation des sols
L'occupation des sols de la commune, telle qu'elle ressort de la base de données européenne d’occupation biophysique des sols Corine Land Cover (CLC), est marquée par l'importance des territoires agricoles (80 % en 2018), en diminution par rapport à 1990 (82,3 %). La répartition détaillée en 2018 est la suivante :
terres arables (53 %), prairies (24,4 %), forêts (18,1 %), zones agricoles hétérogènes (2,7 %), zones urbanisées (1,8 %).
L'évolution de l’occupation des sols de la commune et de ses infrastructures peut être observée sur les différentes représentations cartographiques du territoire : la carte de Cassini (XVIIIe siècle), la carte d'état-major (1820-1866) et les cartes ou photos aériennes de l'IGN pour la période actuelle (1950 à aujourd'hui).

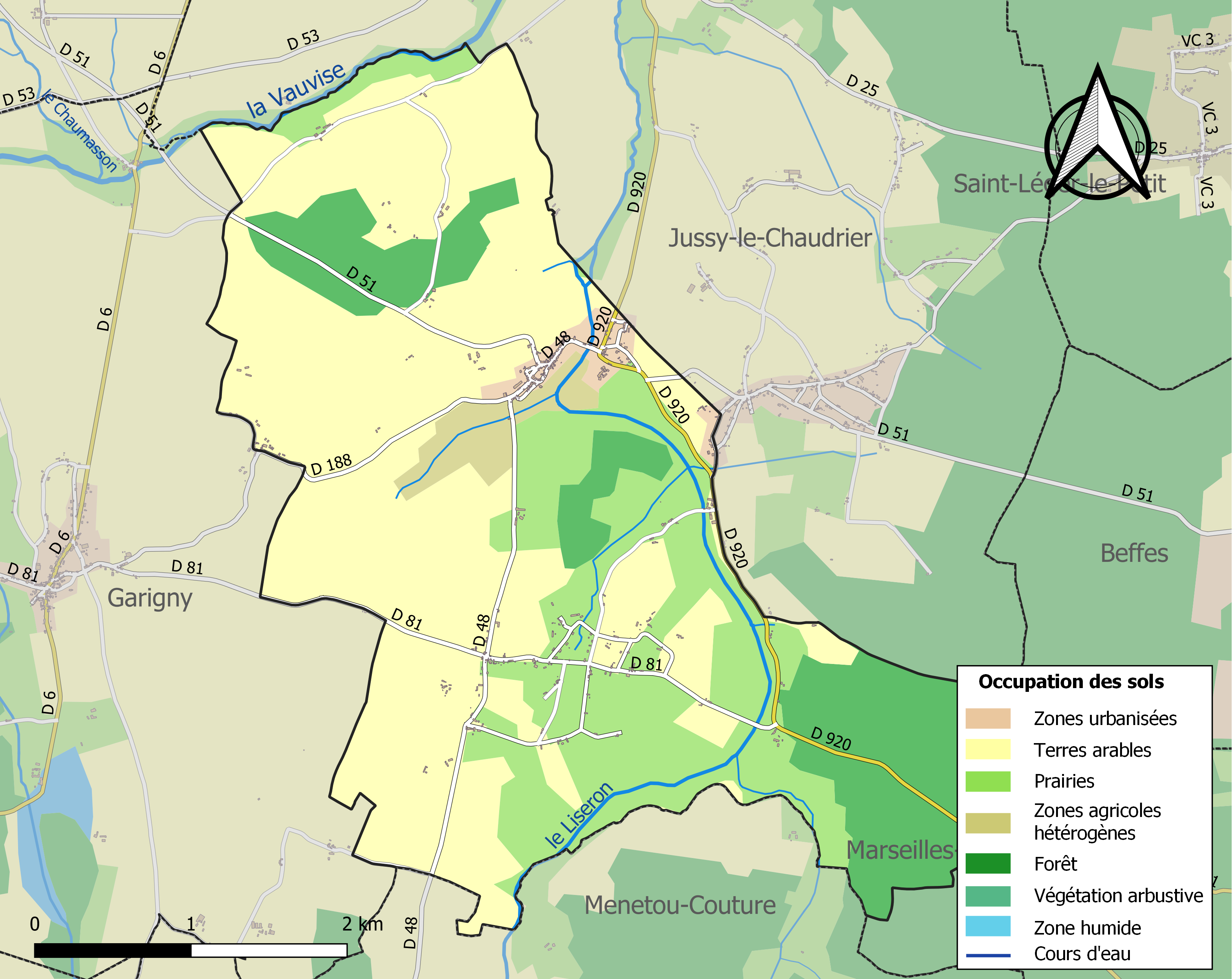
Carte des infrastructures et de l'occupation des sols de la commune en 2018 (CLC).

### Risques majeurs
Le territoire de la commune de Précy est vulnérable à différents aléas naturels : météorologiques (tempête, orage, neige, grand froid, canicule ou sécheresse), mouvements de terrains et séisme (sismicité faible). Un site publié par le BRGM permet d'évaluer simplement et rapidement les risques d'un bien localisé soit par son adresse soit par le numéro de sa parcelle.

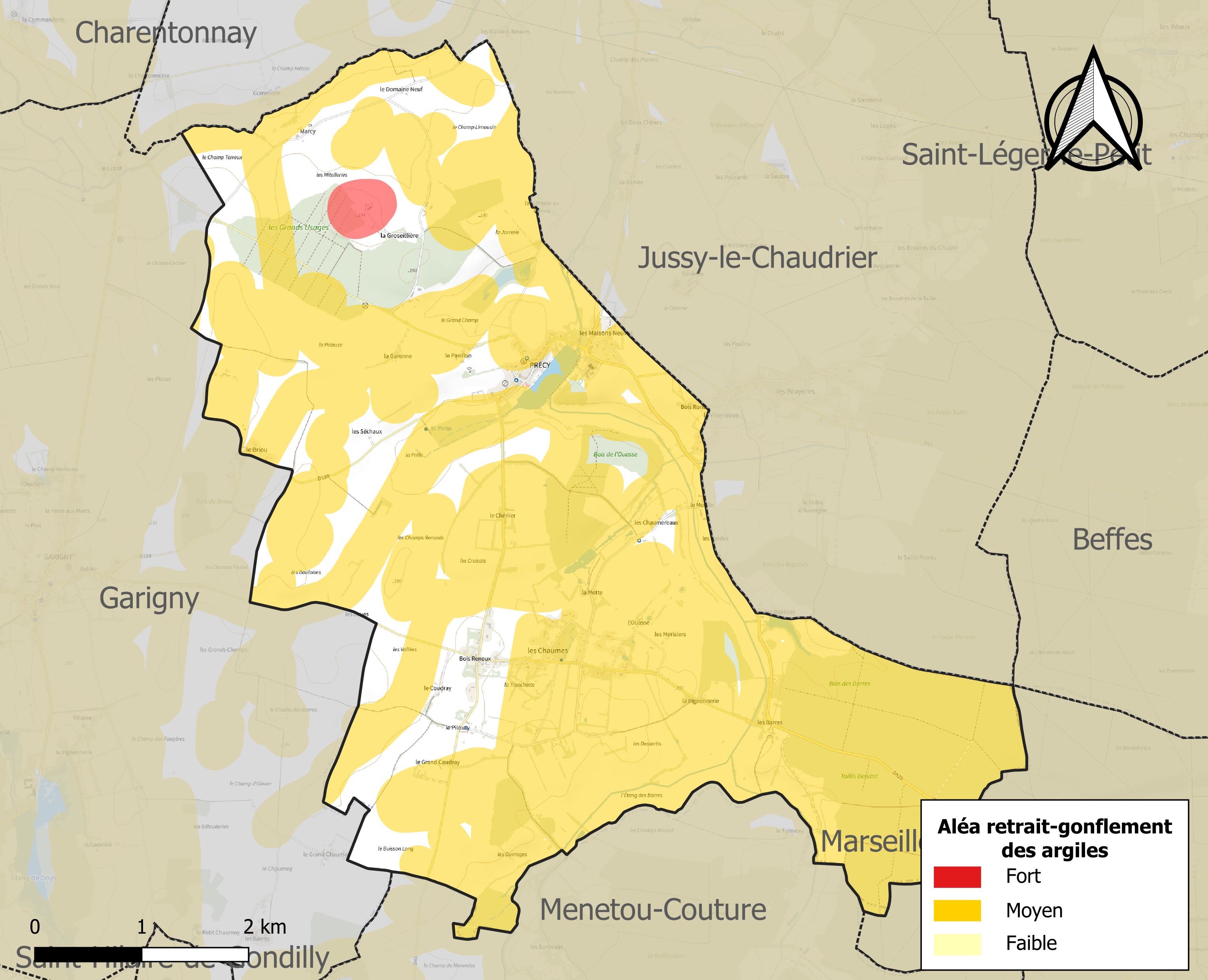
Carte des zones d'aléa retrait-gonflement des sols argileux de Précy.

La commune est vulnérable au risque de mouvements de terrains constitué principalement du retrait-gonflement des sols argileux. Cet aléa est susceptible d'engendrer des dommages importants aux bâtiments en cas d’alternance de périodes de sécheresse et de pluie. 81 % de la superficie communale est en aléa moyen ou fort (90 % au niveau départemental et 48,5 % au niveau national). Sur les 193 bâtiments dénombrés sur la commune en 2019, 132 sont en aléa moyen ou fort, soit 68 %, à comparer aux 83 % au niveau départemental et 54 % au niveau national. Une cartographie de l'exposition du territoire national au retrait gonflement des sols argileux est disponible sur le site du BRGM,.
Concernant les mouvements de terrains, la commune a été reconnue en état de catastrophe naturelle au titre des dommages causés par la sécheresse en 2018 et 2019 et par des mouvements de terrain en 1999.

## Histoire
Le Cartulaire de Saint-Cyr de Nevers nomme la commune Parciaci le 2 septembre 936, à l'occasion du don d’un manse et d’une vigne situés à Précy dans le pagus de Bourges, don effectué par quatre chanoines en faveur de l’église Saint-Cyr :

« De manso dato Sancto Cirico in pago Biturico in vicaria Parciaci et in villa Campodialeni - An 936, 2 septembre. »

[Vers le début du XVe siècle, Pierre d'Alègre (cf. l'article Yves) est seigneur de Précy  (et non de notre Précy ; ici évoqué par confusion) ; il est le premier conjoint d'Isabelle de la Trémouille (1385-?), fille de Marie dame de Sully et de Craon, et de Guy de la Trémouille (1346 - 1397), chambellan du roi et premier chambellan de Philippe II de Bourgogne].
XVIIe – XVIIIe siècles
Charles-Bonaventure Quentin de Richebourg (+ 1733) était marquis de Précy et de Sancergues par l'achat de ces deux terres en 1716, puis par de nouvelles lettres d’érection en sa faveur en 1722. Avant 1716 il était maître des requêtes, intendant de Rouen puis du Poitou.
Il épouse en 1697 Catherine-Anne de Ragareu et ont eu pour fille Marie-Charlotte Quentinde Richebourg (01/11/1698 + 23/04/1763) née à Rennes, dame de Richebourg.
Catherine-Anne de Ragareu et Charles-Bonaventure Quentin de Richebourg vécurent au château du lieu-dit "Le Pavillon". Ils sont enterrés en l'église paroissiale Saint-Louis de Précy, devant l'Autel.
Marie-Charlotte Quentin de Richebourg épousa le 12 mars 1719 Antoine-Arnaud de Labriffe (04/01/1699 + 07/07/1777 à Rennes).
Antoine-Arnaud de la Briffe d'Amilly était chevalier, marquis d’Amilly, seigneur (dans le Perche) de Préaux, Le Teil (Le Theil-sur-Huisne), La Rouge, Saint-Aignan (-sur-Erre), Le Boistier (-en-Préaux), Rosier, Croisille (-en-Berd’huis), maître des requêtes ordinaire de l’hôtel du Roi (1724),conseiller du Roi en Ses Conseils & au parlement de Paris (16/12/1718), et premier Président du parlement de Bretagne (18/08/1734).
Ils ont eu Charles-Arnaud de Labriffe (04/07/1720 Paris), Antoine-Henri de Labriffe d’Amilly (24/05/1724 Paris + 1770 Rennes), Marie-Charlotte de Labriffe (+ 1780) Marguerite-Henriette de Labriffe et Bonne-Adélaïde de Labriffe.
Antoine-Henri de Labriffe d’Amilly (24/05/1724 Paris + 1770 Rennes) était chevalier, comte d’Amilly, capitaine des frégates du Roi, chevalier de Saint-Louis. Il épousa 21 janvier 1764 Julienne-Marie Renée Le Prestre de Châteaugiron (fille de Jacques-René Le Prestre, Président à mortier au parlement de Bretagne, et de Louise-Jeanne de Robien).
Ils ont eu Arnaud-Paul de Labriffe d’Amilly (06/11/1765 Rennes + 1796 Vendée), Henri-Bonaventure Jean Baptiste de Labriffe (06/11/1765 Rennes +X de ses blessures à Munich) et Charlotte-Julie Marie Jeanne (alias Hyacinthe-Charlotte) de Labriffe (14/08/1769 Rennes + 25/05/1836 Paris).
Arnaud-Paul de Labriffe d’Amilly. Il était chevalier, comte d’Amilly, seigneur de Précy, Saint-Martin-des-Champs, Bion, Les Barres (près de la Charité-sur-Loire), Amigny (Normandie), admis aux Écoles Royales (1780), officier au régiment du Roi-infanterie. Il épousa en mai 1789 Anne-Françoise Louise Hortense Le Tonnelier de Breteuil (+ 29/06/1800). Il mourut en 1796 lors de la deuxième guerre de Vendée (1795-1796) du côté de l'Armée catholique et royale de Vendée.
Son frère jumeau, Henri-Bonaventure Jean Baptiste de Labriffe était comte d’Amilly, vicomte de Labriffe, officier au régiment du Roi, capitaine du 13e régiment des dragons de l’empereur d’Autriche, blessé à Hohenlinden (03/12/1800).
Sa sœur, Charlotte-Julie Marie Jeanne de Labriffe était Dame de compagnie de Madame Elisabeth (1785-1789). Elle épousa le 31/01/1785 (Paris) François-Louis des Monstiers-Mérinville (28/08/1760 Fraisse, Nouic + 25/11/1834 Rouen) marquisde Mérinville, lieutenant des Gendarmes de la Garde du Roi. Prospérité.

## Politique et administration
| Période   | Période                         | Identité        | Étiquette        | Qualité                                                     |
| --------- | ------------------------------- | --------------- | ---------------- | ----------------------------------------------------------- |
| 1965      | 1981                            | Edmond Ratillon | Parti Socialiste | Responsable de la Coopérative agricole Canton de Sancergues |
| 1925      | 1929                            | M. Roger        | Soc.ind.         | Conseiller général du Canton de Sancergues                  |
|           |                                 | Louise Butour   |                  |                                                             |
| mars 2001 | mars 2008                       | Louis Vittecoq  |                  |                                                             |
| mars 2008 | En cours (au 27 septembre 2014) | Joël Vignel,    |                  | Ancien employé                                              |

## Démographie
L'évolution du nombre d'habitants est connue à travers les recensements de la population effectués dans la commune depuis 1793. Pour les communes de moins de 10 000 habitants, une enquête de recensement portant sur toute la population est réalisée tous les cinq ans, les populations de référence des années intermédiaires étant quant à elles estimées par interpolation ou extrapolation. Pour la commune, le premier recensement exhaustif entrant dans le cadre du nouveau dispositif a été réalisé en 2004.

En 2022, la commune comptait 354 habitants, en évolution de +2,91 % par rapport à 2016 (Cher : −2,48 %, France hors Mayotte : +2,11 %).
| 1793 | 1800 | 1806 | 1821 | 1831 | 1836 | 1841 | 1846 | 1851 |
| ---- | ---- | ---- | ---- | ---- | ---- | ---- | ---- | ---- |
| 512  | 565  | 521  | 601  | 554  | 678  | 652  | 713  | 704  |

| 1856 | 1861 | 1866 | 1872 | 1876 | 1881 | 1886 | 1891 | 1896 |
| ---- | ---- | ---- | ---- | ---- | ---- | ---- | ---- | ---- |
| 752  | 741  | 728  | 764  | 773  | 778  | 783  | 751  | 707  |

| 1901 | 1906 | 1911 | 1921 | 1926 | 1931 | 1936 | 1946 | 1954 |
| ---- | ---- | ---- | ---- | ---- | ---- | ---- | ---- | ---- |
| 671  | 684  | 684  | 589  | 553  | 540  | 520  | 513  | 447  |

| 1962 | 1968 | 1975 | 1982 | 1990 | 1999 | 2004 | 2006 | 2009 |
| ---- | ---- | ---- | ---- | ---- | ---- | ---- | ---- | ---- |
| 424  | 372  | 285  | 262  | 301  | 312  | 344  | 345  | 332  |

| 2014 | 2019 | 2022 | - | - | - | - | - | - |
| ---- | ---- | ---- | - | - | - | - | - | - |
| 342  | 348  | 354  | - | - | - | - | - | - |

## Vie locale

### Éducation
Précy, qui fait partie de l'Académie d'Orléans-Tours, a une école maternelle. Une école se trouve à Jussy-le-Chaudrier, et le collège Roger Martin du Gard à Sancergues.
Des assistantes maternelles et des crèches existent dans les environs.

### Services
Les bureaux de poste les plus proches sont à Jussy-le-Chaudrier (4 km), Beffes (6 km), Sancergues (8 km) et Jouet-sur-l'Aubois (9 km).
Les déchèteries les plus proches sont à Sancergues (6,3 km) et Torteron (9 km). D'autres se trouvent à La Charité-sur-Loire, Nérondes et Baugy[réf. nécessaire].
Une maison de retraite est implantée au hameau le Blaudy.

### Animations et loisirs

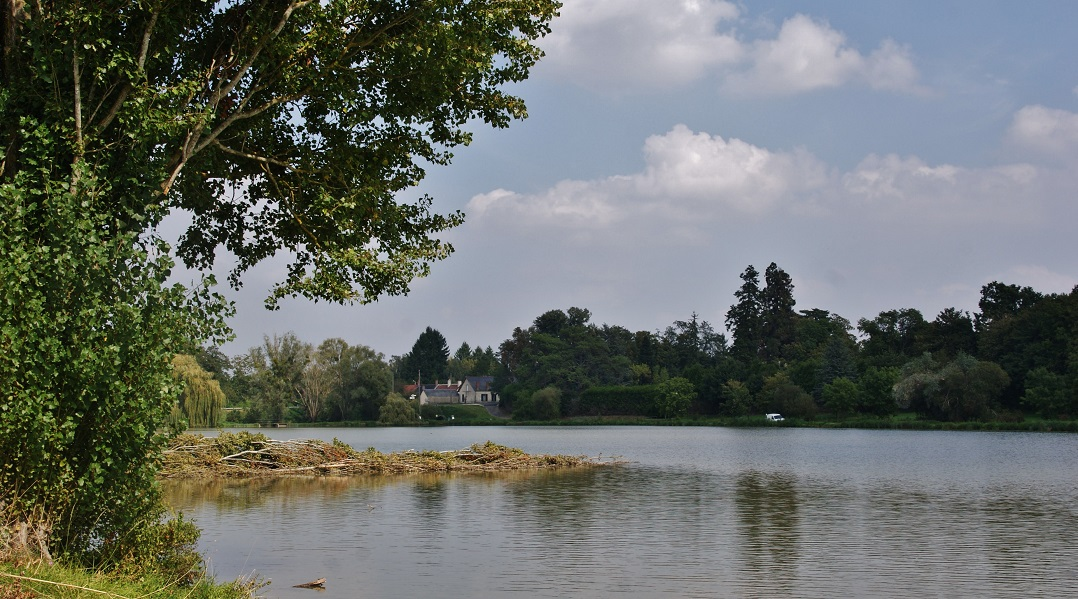
L'étang communal

La Saint-Louis, pour le patron du village, est fêtée en aout. En 2016 la journée débutait avec une marche de 5 km suivie d'une messe de la Saint-Louis, puis un pot offert par la municipalité et, à midi, un repas champêtre au plan d'eau.
La première fête de la pomme à Précy s'est déroulée en 2015 au verger du domaine des Chaumes et a été renouvelée en 2016, organisée par l'Association sportive et loisirs et la municipalité.
Le Vrin est une rivière de première catégorie pour la pêche (peuplement piscicole dominant constitué de salmonidés). L'AAPPMA possède la partie basse (aval) depuis le lieu-dit Les Foulons à Précy-sur-Vrin jusqu’à l’aval de Cézy. Cette section est donc une propriété privée, où la pêche est autorisée sous condition de paiement d'une taxe supplémentaire. Les espèces courantes de poissons sont dominées par les carnassiers tels le silure. La pêche de la carpe dans l'étang du village est autorisée à toute heure de 2014 à 2018 inclus, sur la berge droite sur 280 mètres. Les poissons pêchés de nuit doivent cependant être remis à l'eau immédiatement.

## Économie
L’agriculture couvre toujours une part prépondérante du Cher, notamment à Précy, même si elle n’est plus l’activité économique dominante en termes d’emplois et de valeur ajoutée. Elle reste majoritairement celle qui occupe et structure les paysages de Précy.
Une micro-brasserie, Le Pavillon de Précy, est installée à Précy.
Des chambres d'hôtes se tiennent au Grand Coudray et au Briou.

## Culture locale et patrimoine

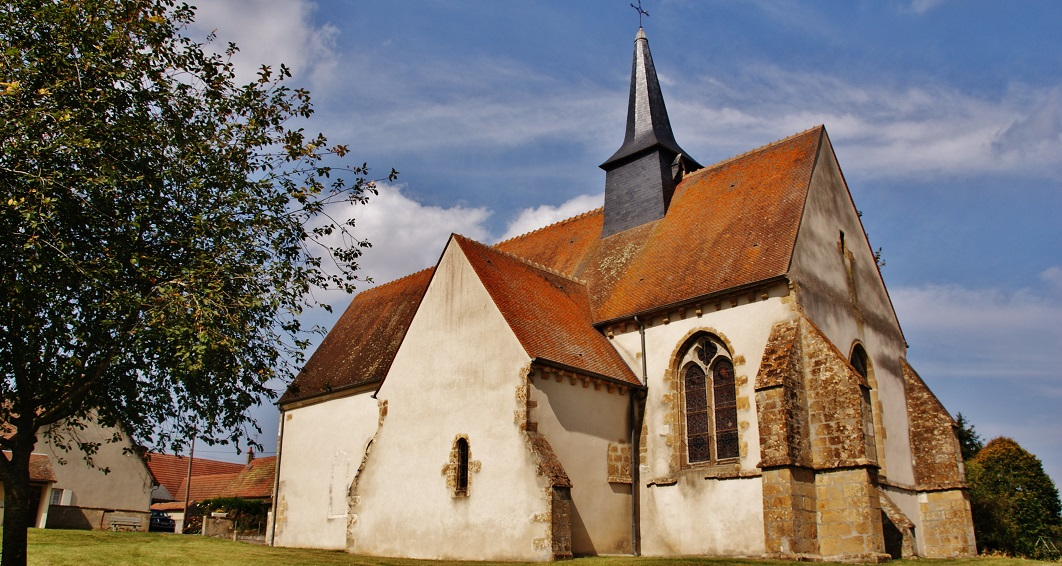
L'église de Précy.

### Lieux et monuments
- L'église paroissiale Saint-Louis.
- Le panorama du Bec d'Allier est à 23 km au sud-est.
- La Via Lemovicensis, branche limousine des chemins de Compostelle en France, passe à Sancergues.

### Personnalités liées à la commune
- Armand Migiani (1919-2008), musicien, y est mort.